# Okthappang vangszedzsa
Az Okthappang vangszedzsa (hangul: 옥탑방 왕세자, RR: Oktapbang wangseja), angol címén Rooftop Prince, egy 2012-ben bemutatott dél-koreai televíziós sorozat, melyet az SBS csatorna készített és sugárzott. A főszereplő a JYJ együttes egyik tagja, Micky Yoochun. A romantikus vígjáték fantasy-elemeket is tartalmaz.

## Történet
A Csoszon-dinasztia trónörökös hercege (Mickey Yoochun) egy éjjel arra ébred, hogy hitvese (Csong Jumi) a palota dísztavába fulladt. A herceg elhatározza, hogy megkeresi felesége gyilkosait, ezért csapatot gyűjt maga köré: egy minden hírről értesülő eunuchot, egy kiváló katonát és egy zseniális fiatal tudóst. Kutakodásuk felfedi, hogy a hercegnőt valóban megölték, ám mielőtt bármit is tehetnének egy bérgyilkos csapat őket is megpróbálja megölni. Menekülés közben átugratnak egy szakadékon, csakhogy nem a másik oldalon, hanem 300 évvel később, a 21. századi Szöulban találják magukat egy fiatal nő, Pakha (Han Dzsimin) nappalijában. 
A lány az Egyesült Államokból tért haza rég elvesztett édesapját keresve. A fura szerzetek megrémülve a modern technológiától, összetörik Pakha lakásának berendezését, ami miatt a lány megtorlásképp munkára fogja őket a piacon, ahol dolgozik. Az időutazó herceg Pakha mostohanővérében, a gonosz és kiállhatatlan Szenában (Csong Jumi) felfedezni véli halott kedvesét és úgy gondolja, azért kellett a jövőbe utaznia, hogy itt oldja meg felesége halálának ügyét. 
Közben azonban Szena szeretője, a befolyásos, gazdag fiú Themu (I Theszong) rémülten azonosítja a trónörököst New Yorkan eltűnt unokatestvérével Thejonggal (Mickey Yoochun), akiről azt hitte, sikerült vízbe fojtania. A trónörökös, kihasználva Thejonggal való megdöbbentő hasonlóságát, megpróbál Szena közelébe férkőzni, miközben lassanként Pakha iránt gyúl szerelmre.

## Szereplők
- Micky Yoochun: I Gak herceg / Jong Thejong
- Han Dzsimin: Pakha / Pujong sógornő
- Csong Jumi: Hong Szena / Hvajong hercegnő
- I Theszong, Jong Themu / Mucshang
- I Minho: Szong Manbo
- Csong Szokvon: U Jongszul
- Cshö Uszik: Tho Cshiszan
- 반효정 Pan Hjodzsong: Jo Gilnam elnöknő
- 이문식 I Munszik: Phjo Thekszu igazgató
- Guzal Tursunova: Becky
- 강별 Kang Bjol: Mimi